# Frihetliga Kommunalfolket
Frihetliga Kommunalfolket var ett politiskt parti som deltog i kommunalvalen i ett flertal kommuner runt om i landet. Partiet bildades 1954 av medlemmar i Sveriges Arbetares Centralorganisation och anknöt i väsentliga delar till den syndikalistiska ideologin.  Partiet fanns representerat i flera olika kommuner såsom Ljusdal, Härjedalen och Torsby och lades ner 2011.

## Valresultat
Följande tabell visar partiets samlade valresultat.
| År   | Antal mandat | Antal kommuner |
| ---- | ------------ | -------------- |
| 1950 | 51           | 16             |
| 1954 | 49           | 18             |
| 1958 | 39           | 12             |
| 1962 | 48           | 18             |
| 1966 | 39           | 13             |
| 1970 | 25           | 9              |
| 1973 | 14           | 5              |
| 1976 | 13           | 5              |
| 1979 | 10           | 3              |
| 1982 | 9            | 3              |
| 1985 | 7            | 3              |
| 1988 | 5            | 3              |
| 1991 | 4            | 2              |
| 1994 | 3            | 2              |
| 1998 | 3            | 1              |
| 2002 | 2            | 1              |
| 2006 | 2            | 2              |
| 2010 | 0            | 0              |

### Ljusdals kommun
Följande valreslutat avser Ljusdals kommun:
| År   | Röster | Procent | Mandat         |
| ---- | ------ | ------- | -------------- |
| 1976 | 1 099  | 7,4 %   | 4 av 49 mandat |
| 1979 | 628    | 4,3 %   | 2 av 49 mandat |
| 1982 | 546    | 3,7 %   | 2 av 49 mandat |
| 1985 | 646    | 4,5 %   | 2 av 49 mandat |
| 1988 | 355    | 2,7 %   | 1 av 49 mandat |
| 1991 | 518    | 3,9 %   | 2 av 49 mandat |
| 1994 | 404    | 3,0 %   | 2 av 49 mandat |
| 1998 | 0      | 0,00 %  | 0 av 49 mandat |
| 2002 | 0      | 0,00 %  | 0 av 49 mandat |
| 2006 | 231    | 2,10 %  | 1 av 41 mandat |
| 2010 | 0      | 0,00 %  | 0 av 41 mandat |

### Älvdalens kommun
Följande valreslutat avser Älvdalens kommun:
| År   | Röster | Procent | Mandat         |
| ---- | ------ | ------- | -------------- |
| 1970 | 671    | 12,1 %  | 6 av 49 mandat |
| 1973 | 532    | 9,8 %   | 5 av 49 mandat |
| 1976 | 442    | 7,7 %   | 4 av 49 mandat |
| 1979 | 524    | 9,4 %   | 5 av 49 mandat |
| 1982 | 402    | 7,1 %   | 4 av 49 mandat |
| 1985 | 377    | 6,8 %   | 3 av 49 mandat |
| 1988 | 168    | 3,3 %   | 2 av 49 mandat |
| 1991 | 168    | 3,2 %   | 2 av 49 mandat |
| 1994 | 146    | 2,8 %   | 1 av 49 mandat |
| 1998 | 286    | 6,3 %   | 3 av 49 mandat |
| 2002 | 265    | 6,37 %  | 2 av 35 mandat |
| 2006 | 143    | 3,26 %  | 1 av 35 mandat |
| 2010 | 38     | 0,84 %  | 0 av 35 mandat |